# Fixer
Fixer, il cui vero nome è Paul Norbert Ebersol, è un personaggio dei fumetti, creato da Stan Lee (testi) e Jack Kirby (disegni), pubblicato dalla Marvel Comics. La sua prima apparizione avviene in Strange Tales (Vol. 1) n. 141 (febbraio 1966).
Genio tecnologico, Fixer ha a lungo perseguito la vita del crimine assieme al suo partner Mentallo e più tardi coi Signori del male; in seguito diviene un membro fondatore dei Thunderbolts, gruppo di ex-supercriminali in cerca di redenzione di cui, pur dicendo di detestare l'idea di diventare un eroe, diviene uno dei pilastri.
Ebersol condivide il nome di battaglia con un altro personaggio, Roscoe Sweeney, un criminale di Hell's Kitchen responsabile della morte del padre di Daredevil, Jack Murdock.

## Biografia del personaggio
Nato a Dayton, Ohio, Norbert Ebersol si dimostra un bambino prodigio sin dall'età di tre anni, tuttavia la sua intelligenza straordinaria lo porta a lasciare il liceo per mancanza di interesse ed il suo ego titanico a venire licenziato da un elevato quantitativo di impieghi finché non decide di darsi al crimine, in cui trova lo stimolo intellettivo sempre mancatogli. Grazie alle sue eccezionali doti da scienziato e inventore, Ebersol, ribattezzatosi "Fixer", diviene membro sia dell'A.I.M. che dell'HYDRA finendo, dopo un po' di tempo, per essere arrestato. Durante la prigionia conosce Mentallo, con cui unisce le forze per evadere, assaltare il quartier generale di New York dello S.H.I.E.L.D. e catturare Nick Fury venendo tuttavia sconfitti grazie all'intervento di Iron Man.
Nuovamente imprigionati, Fixer e Mentallo riescono ad evadere una seconda volta e attaccano il Baxter Building combattendo la Cosa e Nick Fury per poi utilizzare la macchina del tempo del Dottor Destino di modo da prelevare Deathlok dalla sua linea temporale e servirsene per tentare di assassinare il Presidente degli Stati Uniti, ma vengono fermati dai Fantastici Quattro e presi in custodia dallo S.H.I.E.L.D. sebbene, poco tempo dopo, l'HYDRA li faccia evadere entrambi commissionando loro la creazione di una serie di macchine senzienti chiamate Computrex, in seguito distrutte dai Micronauti.
Con la collaborazione del Professor Power, Fixer e Mentallo tentano poi di far assimilare a quest'ultimo i poteri del Professor X venendo tuttavia sconfitti dall'Uomo Ragno, cosa che li porta a rompere la loro storica collaborazione. Tornato a lavorare in solitaria, Fixer si scontra con Capitan America, Iron Man e Ka-Zar, venendo costantemente sconfitto. Quando il Barone Helmut Zemo forma la quarta incarnazione dei Signori del male, Fixer si unisce a lui in qualità di suo braccio destro, aiutandolo a prendere il controllo di Blackout e, successivamente, assaltare la base dei Vendicatori assieme al resto del gruppo massacrando Ercole, il Cavaliere Nero e Edwin Jarvis. Successivamente arrestato da Ant-Man, in carcere viene sostituito da un Super-Adattoide ma, dopo che questi viene neutralizzato dai Vendicatori, essi scoprono che il vero Fixer è stato messo in una camera iperbarica dall'androide e lo soccorrono riconducendolo comunque in prigione, da cui poco dopo evade un'ennesima volta assieme alla nuova Calabrone tentando, senza successo, di far colpo su di lei.
Dopo aver affrontato nuovamente Iron Man, Hulk e la Cosa Fixer, assieme a Controller, Madame Menace, Mentallo e Mister Fear, fonda il poco longevo cartello criminale dei New Enforcers dopodiché, saputo che la maggior parte dei supereroi è apparentemente morta nello scontro con Onslaught, unisce una seconda volta le forze col Barone Zemo mettendo in atto un complesso piano per ottenere la fiducia della popolazione mondiale assemblando un team di supercriminali, fornendo loro delle nuove identità e convincendo le masse di essere un nuovo gruppo di supereroi: i Thunderbolts, lo stesso Fixer assume il nuovo alias di "Techno" e, nel corso di una missione del gruppo, il suo collo viene spezzato da uno degli Elementi del Destino costringendolo, per non rimanere tetraplegico, a trasferire la sua mente in un corpo robotico di sua creazione. Nel momento in cui l'inganno di Zemo viene smascherato, a differenza del resto dei Thunderbolts, desiderosi di diventare davvero degli eroi, Techno rimane al fianco del barone tentando in più occasioni la conquista del mondo al suo fianco infine, però, i due si separano e Techno torna a lavorare da solo e, dopo aver assunto l'identità dell'Orco, si infiltra tra i Thunderbolts svolgendo degli esperimenti segreti sul cadavere di Jolt, che riesce a riportare in vita prima di venire ucciso dal Flagello dei criminali. Poco dopo, il Barone Zemo, avendo recuperato l'originale corpo organico di Ebersol, tenta di riportarlo in vita nel suo nascondiglio in Brasile ma l'arrivo del Flagello compromette la procedura di rigenerazione costringendo il neo-resuscitato genio tecnologico a impiantarsi parti di cyborg per potersi muovere.
Dato che l'organo governativo denominato Commissione delle Attività Superumane è in possesso dei codici per disabilitare i suoi impianti bionici Ebersol, tornato a utilizzare l'alias di "Fixer", si trova costretto a lavorare per loro partecipando controvoglia alle missioni del supergruppo governativo dei Redeemers finché, nel corso di uno scontro coi Vendicatori, la situazione degenera a causa della follia di Moonstone, Fixer ne approfitta per cambiare i codici dei suoi componenti meccanici e fuggire.
Ritiratosi in un'isola tropicale, Fixer viene in seguito contattato da Deadpool e pagato affinché "ripari" Cable, nel momento in cui Genis-Vell, membro resuscitato dei Nuovi Thunderbolts del Barone Zemo, inizia a perdere il controllo e diviene un pericolo per la trama stessa della realtà, Fixer ritorna con il gruppo per aiutarli a combatterlo, dopodiché, con lo scoppio della guerra civile dei superumani, assieme al resto dei compagni Fixer tradisce Zemo e aderisce all'Atto di Registrazione dei Superumani ottenendo un posto nella Commissione delle Attività Superumane di Portland, Oregon, assieme a Abner Jenkins. Quando tuttavia Norman Osborn sale al potere fondando l'H.A.M.M.E.R. e dichiarando l'allora leader dei Thunderbolts, Songbird, una pericolosa ricercata, Fixer e Jenkins divengono fuggitivi a loro volta in quanto sospettati di complicità nella sua fuga.
Imprigionati nel carcere per superumani noto come Raft, in seguito alla caduta di Osborn, i due contribuiscono alla sua ristrutturazione sotto la promessa di uno sconto di pena da parte di Capitan America, inoltre Fixer, assieme a Songbird e Jenkins, ottiene lo status di "membro anziano" all'interno dei Thunderbolts di Luke Cage sebbene, non smentendo la sua vocazione criminale, rimane un occasionale collaboratore del Barone Zemo, motivo per il quale gli viene concesso sempre meno di frequente di partecipare alle missioni del gruppo, relegandolo sempre più spesso all'incarico di supporto tecnico svolto dalla sua cella nel Raft. Stanco di tale situazione, Fixer, con l'aiuto di un gruppo di altri detenuti, tenta la fuga costruendo un dispositivo di teletrasporto nella torre della prigione ma, a causa dell'attacco dell'Uomo Cosa, il macchinario ha un malfunzionamento iniziando a spostare casualmente il gruppo nello spazio e nel tempo. Dopo essere stati trasportati nella Germania della seconda guerra mondiale, nella Londra dell'Età vittoriana e a Camelot il gruppo ritorna all'epoca dei Thunderbolts originali, qui, dopo averci avuto un diverbio, Fixer uccide la sua controparte passata e, per evitare che la linea temporale risulti modificata dal suo gesto, si sostituisce ad essa ringiovanendo il proprio corpo e cancellandosi la memoria riguardo agli eventi successivi al suo primo periodo coi Thunderbolts mentre il resto del gruppo ritorna al presente annunciando la sua "morte".
Fatto in seguito ritorno, Fixer viene arrestato e rinchiuso nel centro di detenzione dello S.H.I.E.L.D. chiamato Pleasant Hill, dove i supercriminali subiscono il lavaggio del cervello venendo trasformati in cittadini pacifici ma riesce a recuperare i propri ricordi e aiuta il Barone Zemo a distruggere la struttura.

## Poteri e abilità
Fixer è un genio tecnologico, uno scienziato e un inventore tranquillamente paragonabile con le menti più brillanti ed innovatrici della Terra come Reed Richards o Tony Stark, con la differenza però che, data la sua scarsa preparazione, il suo intelletto sia strettamente intuitivo. Il suo armamentario originario, oltre che un vasto assortimento di bombe, missili intelligenti, amplificatori sonici e dispositivi per il controllo mentale, si componeva anche di uno zaino antigravitazionale, successivamente sostituito con dei fini e leggeri dischi sulla suola degli stivali che gli permettono di volare a una velocità pari a 140 Km/h, accompagnati da una maschera contenente una riserva di ossigeno di modo da respirare a tali velocità.
Iniziata la militanza nei Thunderbolts, Fixer abbandona il vecchio costume e le vecchie armi sostituendole con un tecno-zaino collegato al suo sistema nervoso e capace di creare qualsiasi arma la sua mente riesca a concepire assimilando componenti da qualsiasi oggetto metallico. Dopo aver trasmigrato la sua mente in un corpo robotico, per un certo periodo è stato un androide capace di mutare il suo corpo in qualsiasi strumento balistico col solo limite della sua immaginazione, nonché di connettersi mentalmente a qualunque apparecchiatura tecnologica desideri riprogrammandola a suo piacimento ma, in seguito, è tornato nel suo corpo organico impiantandosi il tecno-zaino per riuscire a muoversi e diventando un cyborg.

## Altri media

### Animazione
- Norbert Ebersol, chiamato semplicemente Mr. Fix, è un personaggio ricorrente della serie animata Iron Man: Armored Adventures.
- Fixer compare nell'anime Disk Wars: Avengers.

### Videogiochi
- Fixer è sia un avversario che un personaggio giocabile del videogioco Marvel: Avengers Alliance.

### Musica
- Il gruppo di musica elettronica Mentallo and the Fixer si chiama così in omaggio al personaggio e al suo storico partner Mentallo.